# Kenzingen
Kenzingen – miasto w Niemczech, w kraju związkowym Badenia-Wirtembergia, w rejencji Fryburg, w regionie Südlicher Oberrhein, w powiecie Emmendingen, siedziba związku gmin Kenzingen-Herbolzheim. Leży ok. 10 km na północny zachód od Emmendingen, przy autostradzie autostradzie A5 i drodze krajowej B3.